# Mięsień prosty brzucha

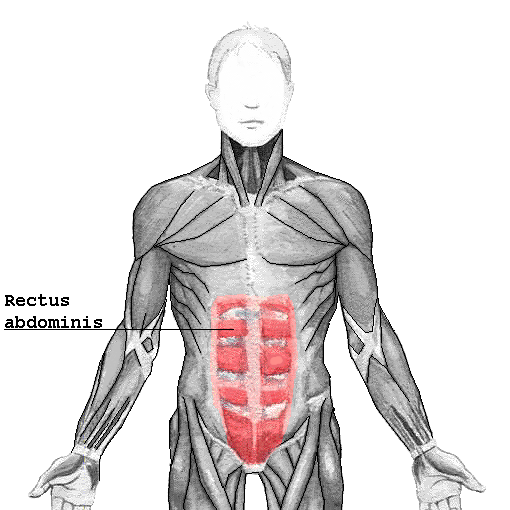
Mięsień prosty brzucha

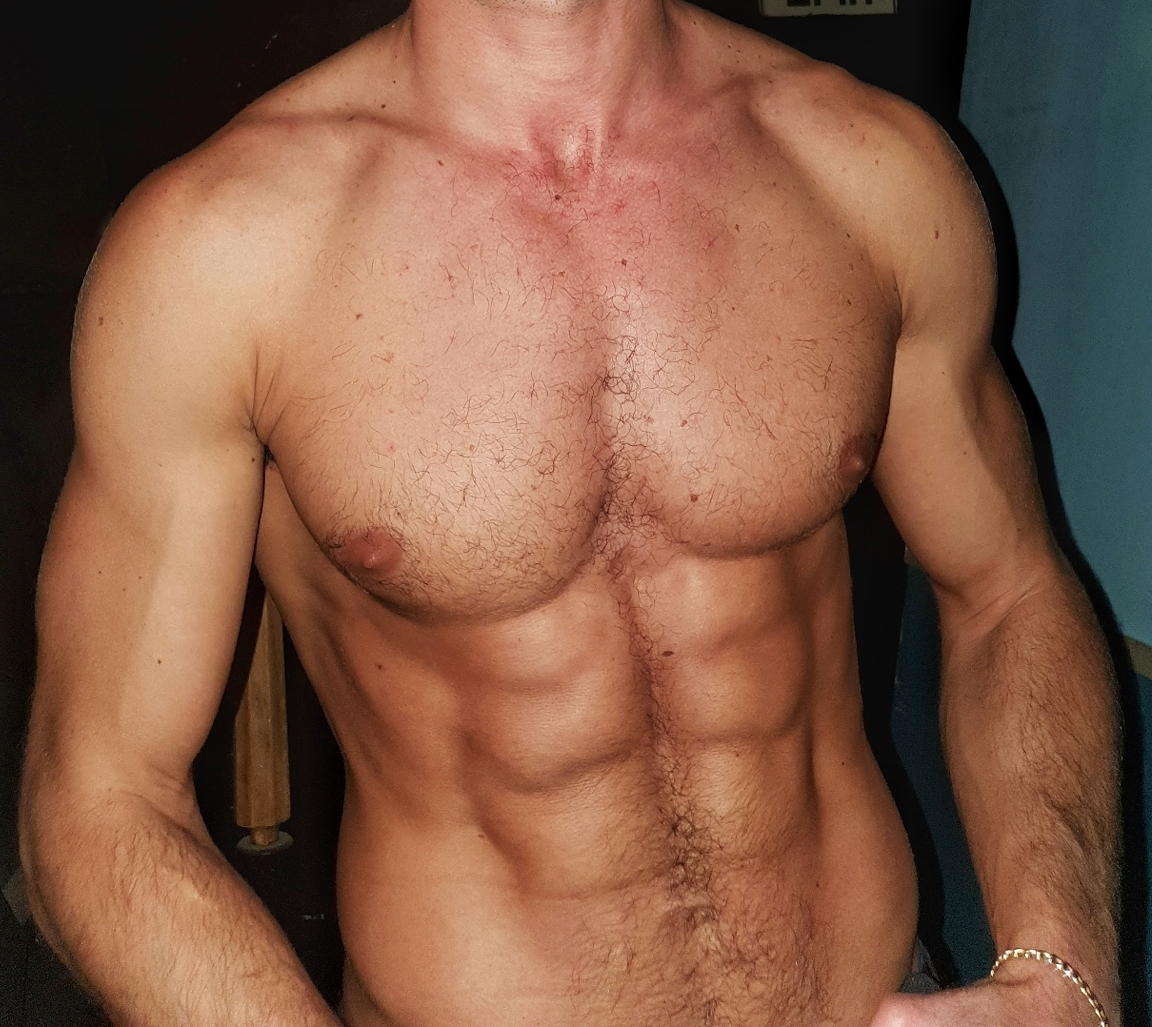
Silnie rozwinięte mięśnie brzucha u mężczyzny – widoczny „sześciopak” zarysowany przez brzegi boczne i smugi ścięgniste mięśnia prostego brzucha.

Mięsień prosty brzucha (łac. musculus rectus abdominis) – w anatomii człowieka mięsień należący do grupy bocznych i przednich mięśni brzucha. Dwa symetrycznie ułożone mięśnie proste brzucha przebiegają z góry ku dołowi przez całą przednią ścianę brzucha, oddzielone od siebie kresą białą. Każdy z obu mięśni dodatkowo przedzielony jest trzema lub czterema (czasem ich liczba jest większa lub mniejsza) smugami ścięgnistymi (intersectiones tendineae), przebiegającymi mniej więcej poprzecznie, często skośnie lub łukowato. Jego przyczepami początkowymi są chrząstki żeber V–VII, wyrostek mieczykowaty mostka oraz więzadła żebrowo-mieczykowe, a końcowymi – spojenie łonowe, guzek łonowy i grzebień łonowy kości miednicznej. Objęty jest pochewką mięśnia prostego brzucha, tworzoną przez dwie blaszki – przednią i tylną. Przednia blaszka, wytworzona w górnych 2/3 z rozcięgna mięśnia skośnego zewnętrznego brzucha i blaszki przedniej rozcięgna mięśnia skośnego wewnętrznego brzucha, a w dolnej 1/3 z rozcięgien obu tych mięśni oraz rozcięgna mięśnia poprzecznego brzucha, zrasta się ze smugami ścięgnistymi i pokrywa całą przednią powierzchnię mięśnia prostego brzucha, z wyjątkiem małej części w której oddzielona jest od niego mięśniem piramidowym. Blaszka tylna pochewki składa się z rozcięgna mięśnia poprzecznego brzucha i blaszki tylnej rozcięgna mięśnia skośnego wewnętrznego brzucha i jest krótsza od przedniej, kończąc się pod pępkiem łukowatą linią (kresą łukowatą), poniżej której mięsień prosty brzucha przylega bezpośrednio do powięzi poprzecznej. Ścięgno mięśnia prostego brzucha łączy się z u mężczyzn z więzadłem wieszadłowym prącia, a u kobiet z więzadłem wieszadłowym łechtaczki.
Mięsień ten unaczyniony jest przez tętnice nabrzuszne dolną i górną, a unerwiony przez nerwy międzyżebrowe (Th6–Th12).
Mięsień prosty brzucha zgina tułów do przodu, obniża żebra i unosi miednicę, stanowiąc najsilniejszego antagonistę mięśnia prostownika grzbietu. Przez obniżanie żeber działa jako mięsień wydechowy. Współdziała z pozostałymi mięśniami brzucha, przeponą i mięśniami dna miednicy w wytwarzaniu tłoczni brzusznej (prelum abdominis), pomagającej przy wydalaniu moczu, oddawaniu stolca i porodzie.
U osób z silnie rozwiniętym mięśniem prostym brzucha (zwłaszcza u mężczyzn z małą ilością podściółki tłuszczowej) wyraźnie widoczne przez skórę są jego brzegi boczne i smugi ścięgniste, tworząc charakterystyczny wzór – tzw. „sześciopak” (ze względu na możliwą zmienność w budowie mięśnia, a szczególnie ilości smug ścięgnistych, może u niektórych osób przybierać on formę „czteropaka”, „ośmiopaka” lub „dziesięciopaka”).